# Тростянка (Бузулуцький район)
Тростя́нка (рос. Тростянка) — село у складі Бузулуцького району Оренбурзької області, Росія.

## Населення
Населення — 91 особа (2010; 104 у 2002).
Національний склад (станом на 2002 рік):
- росіяни — 69 %